# Таганрозький металургійний завод
Публічне акціонерне товариство «Таганрозький металургійний завод» (ПАТ «ТАГМЕТ») — російське металургійне підприємство, одне з найбільших трубних підприємств Росії. Відноситься до трубних заводів «Великої вісімки». Спеціалізується на виробництві сталі та труб. Входить до складу Трубної металургійної компанії.

## Найменування заводу
- з 1896 по 1922 — Таганрозький металургійний завод
- з 1922 по 1930 — Завод «Південсталь»
- з 1930 по 1957 — Таганрозький металургійний завод їм.  А. А. Андрєєва
- з 1957 по 1971 — Таганрозький металургійний завод
- з 1971 по 1992 — Таганрозький металургійний завод ордена Жовтневої революції
- з 1992 по 1998 — АТ «Таганрозький металургійний завод»
- з 1998 по 2015 — ВАТ «Таганрозький металургійний завод» / ВАТ «ТАГМЕТ»
- з 2015 по наст. час — ПАТ «Таганрозький металургійний завод» / ПАТ «ТАГМЕТ»

## Історія
Заснований завод у Таганрозі в 1896 році, коли титулярний радник М. К. Фліге та бельгійські піддані граф П. де Гемптин, Л. Тразенстер та Ю. Б. Герпеньї створили акціонерне Російсько-Бельгійське товариство з будівництва металургійного заводу. Основним акціонером був бельгієць Альберт Нев. Головноуправляючий справами Таганрозького металургійного товариства А. Нев у довідці начальника Південно-Східного гірничого управління повідомляв, що ініціатива будівництва металургійного заводу належала «групі Бельгійських капіталістів, що мають на чолі учасників Акціонерне металургійне товариство в Угре (Бельгія), Французьке товариство трубопрокатних заводів у Лувроалі (Франція) і листопрокатних заводів у Жюпільї (Бельгія)…».
Обладнання старого бельгійського заводу фірми «Джон Кокеріль» у місті Льєж було демонтовано й перевезено в Таганрог.
Офіційне і урочисте відкриття заводу відбулося 28 червня 1897 року, до цього часу запустили першу доменну і мартенівські печі, підготували до пуску листопрокатний цех.
Першу продукцію завод випустив 27 вересня 1897 року. Бельгійські інженери (керівники середньої ланки) були розселені у спеціально побудованих будиночках, що утворили таганрозький район «Колонка» поблизу заводу.

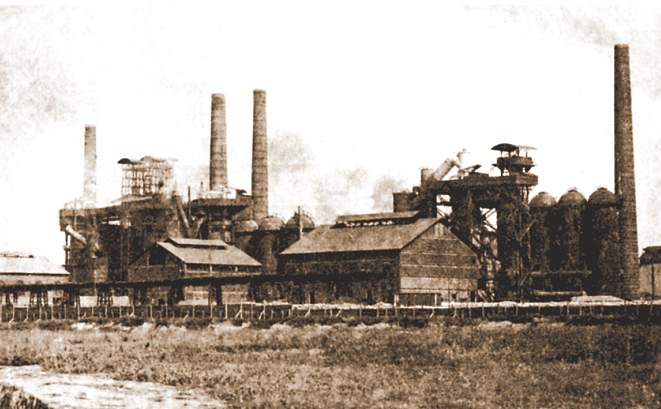
Доменні печі. Таганрог, 1900 рік

У 1914 році завод випускав і військову продукцію: броньові листи, шрапнельні гранати.
Навесні 1913 року Таганрозьке металургійне товариство у власників викупив Керченський металургійний комбінат.
У 1918 році завод був націоналізований.
У 1922 році завод ледь-ледь не був закритий. Трест «Південсталь», якому підпорядковувався Таганрозький металургійний завод, у 1922 році вирішив, що відновлення заводу неможливо і він непридатний до подальшої роботи. Було розпочато демонтаж обладнання, і тільки втручання голови ВРНГ СРСР Ф. Е. Дзержинського врятувало завод від ліквідації.
У 1933 році був побудований і запущений трубопрокатний цех, оснащений пільгер-станами виробництва німецької компанії Mannesmann AG. Новий цех десятиліттями називали «маннесманновським».
Під час окупації у 1941 році, німецько-фашистські війська повністю зруйнували металургійний завод. 30 серпня 1943 року Таганрог був звільнений. З перших днів визволення робочі приступили до відновлення заводу. У листопаді був введений в експлуатацію мартенівський цех № 1 з трьома печами, слідом за ним — бандажопрокатний цех.
У 1957 рокові на завод подали ставропольский газ. Мартеновські печі переведені на магнезито-хромітові зводи і систему паровипарювального охолодження. Збудовані заводський спортивний павільйон та медсанчастина. У 1970 році було закінчене будівництво семиповерхової прибудови
головної контори заводоуправління.
У 1960 році було розпочато будівництво трубозварювального цеху № 3. Запуск його відбувся у 1962 році.
У трубозварювальному цеху № 4 в 1974 році поставлений світовий рекорд прокату труб — 1200 метрів за хвилину.
У 1975 році був відкритий новий Палац культури і техніки ім. В. І. Леніна, реконструйований за проектом архітектора Р. О. Петрова.
У 1983 році освоєно випуск обсадних труб по новому ГОСТу в трубопрокатному цеху № 1. У 1985 році закінчено будівництво ділянки бурильних труб з привареними замками в трубопрокатному цеху № 2. Бурильні труби виробництва Таганрозького металургійного заводу використовувалися при будівництві Кольської надглибокої свердловини.
У 1991 році був виведений з експлуатації листопрокатний цех. У 1995 році був зупинений і виведений з експлуатації бандажопрокатний цех.
30 березня 2002 року компанія Альфа-Еко, скупила 42 % акцій заводу, та за підтримки ОМОНу і судових приставів з Ростова-на-Дону, зробила спробу силового захоплення заводоуправління заводу. Захопленню перешкодили близько тисячі працівників заводу, які прийшли до заводоуправління на захист свого підприємства за сигналом заводської сирени.
В 2002 році компанія «Рінако», що входить у холдинг МДМ, консолідувала 97 % акцій ВАТ «ТАГМЕТ».
У березні 2003 року в Таганрозі керівниками регіональної влади, інвестиційної компанії «Рінако», Трубної металургійної компанії і Таганрозького металургійного заводу, що входив до неї, було підписано угоду про соціально-економічне співробітництво в 2003 році.
У 2006 році в мартенівському цеху введена в експлуатацію машина безперервного лиття заготовок (МБЛЗ).
У 2008 році в трубопрокатному цеху № 2 був запущений новітній трубопрокатний комплекс Premium Quality Finishing (PQF)) німецької фірми SMS Meer, що прийшов на зміну пільгер-станам. Цей комплекс став першим подібним комплексом у Росії.
У серпні 2013 року була запущена електросталеплавильна піч, запуск якої завершив на Таганрозькому металургійному заводі еру мартенівських печей.
З 15 червня 2015 року «ТАГМЕТ» стає Публічним акціонерним товариством «Таганрозький металургійний завод» (офіційне скорочена назва — ПАТ «ТАГМЕТ»).

## Продукція заводу

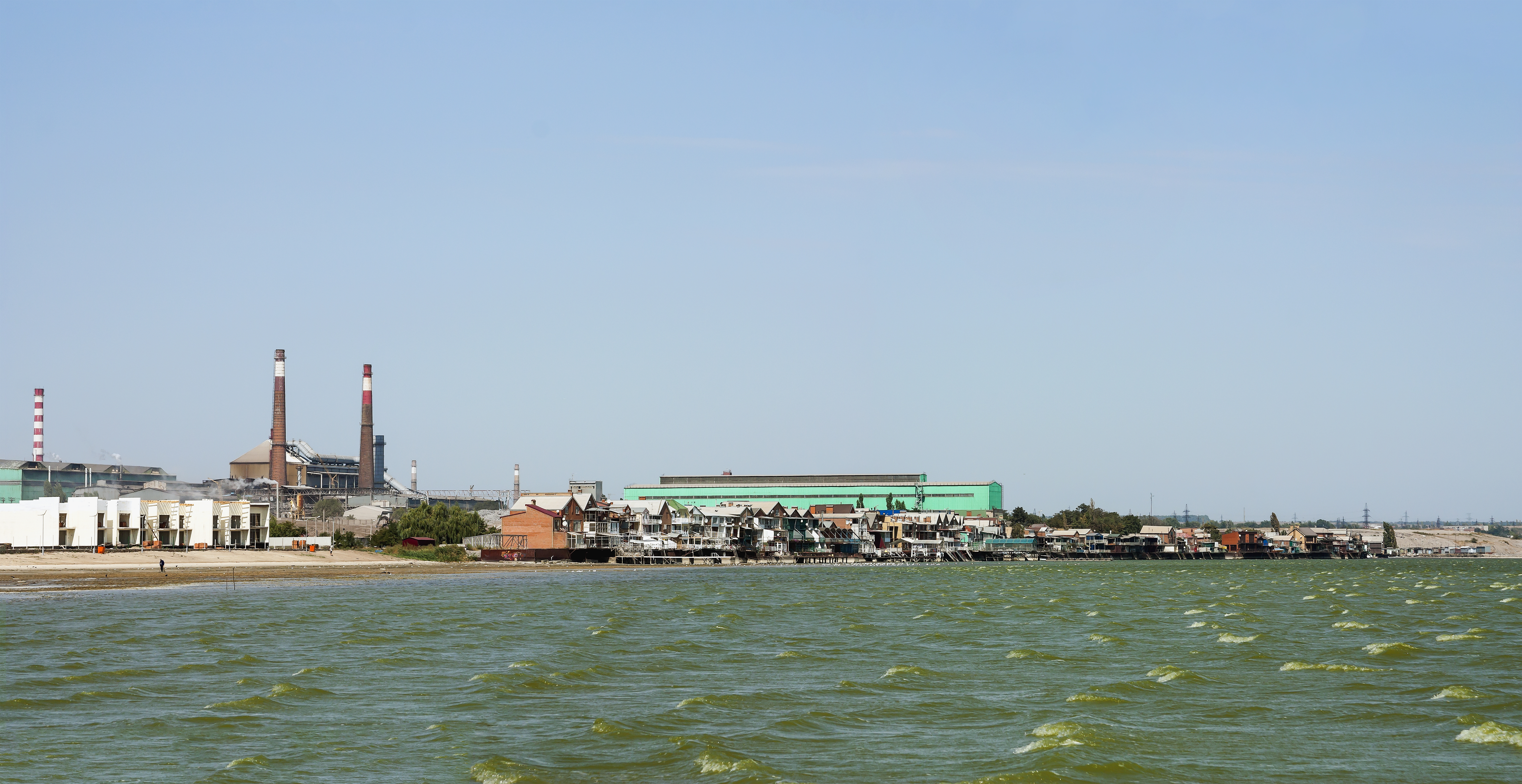
Корпусу Таганрозького металургійного комбінату, вид з моря

### Основна продукція заводу
- Виробництво сталі
- Труби сталеві безшовні гарячедеформовані
- Бурильні труби з приварними замками
- Насосно-компресорні труби
- Обсадні труби і муфти до них
- Труби для ремонту свердловин
- Труби і профілі сталеві зварні
- Труби сталеві водогазопровідні
- Труби сталеві електрозварні прямошовні
- Труби профільні та профілі
- Різьбоущільнюючі мастила

### Товари народного споживання
- Вироби з кришталю (виробництво закрито в 2012 році)[18]
- Оцинкована посуда

## Виробництво продукції із кришталю
Ділянка по виготовленні кришталевих виробів була відкрита на заводі у 1973 році при трубозварювальному цеху № 3. При виробництві застосовуються різноманітні способи декорування: ручне алмазна огранка, матове гравірування, хімічне полірування. Продукція кришталевої ділянки була удостоєна ряду нагород: золоті і платинові медалі конкурсу «Всеросійська марка (III тисячоліття). Знак якості XXI століття», дипломи регіональних конкурсів «Кращі товари Дону», всеросійського конкурсу «Сто кращих товарів Росії», дипломи багатьох російських та міжнародних виставок.
В 2002 році при ділянці по виробництву кришталевих виробів була організована нова ділянка — сувенірна. Вона займалась виробництвом ексклюзивних замовлень. Одним з перших замовленнь на виготовлення був кришталевий герб Російської Федерації.
У січні 2010 року, під час візиту на ВАТ «ТАГМЕТ» президента РФ Д. А. Медведєва, йому була піднесена виготовлена місцевими майстрами кришталева ваза ручної роботи.
У 2012 році ділянку з виробництва кришталю було закрито у зв'язку з її нерентабельністю.

## Чисельність співробітників
| Рік       | 1913 | 1914 | 1915 | 1917 | 1930 | 1934  | 2011  | 2013 | 2014 | 2015 | 2016 |
| Тенденція | ▲    | ▲    | ▼    | ▲    | ▼    | ▲     | ▼     | ▼    | ▼    | ▼    | ▼    |
| Кількість | 4300 | 4937 | 3935 | 4799 | 3815 | 11210 | 10813 | 7500 | 7000 | 6500 | 6000 |

## Директора заводу
- 2016 — С. І. Білан[20][21]
- 2011—2016 — Д. А. Лівшиц[22]
- 2003 — 2011 — М. І. Фартушний
- 2002 — 2003 — А. Г. Бровко
- 2002 — 2003 — М. І. Мірськой (исполнительный директор)
- 2002 — 2002 — О. О. Горшков (конфлікт з «Альфа-Еко»)
- 1998 — 2002 — С. А. Бідаш
- 1997 — 1998 — В. О. Шанілов
- 1986 — 1997 — О. Ф. Шулежко
- 1963 — 1986 — П. Ю. Осипенко
- 1957 — 1963 — Є. І. Леонов
- 1943 — 1957 — О. М. Астахов[23]
- 1940 — 1941 — І. Ф. Белобров
- 1938 — 1939 — М. К. Орлов
- 1937 — 1938 — С. Й. Резніков
- 1932 — 1936 — Б. Л. Колесніков
- 1930 — 1932 — Ф. З. Лисенко
- 1927 — 1930 — А. П. Григорьев
- 1922 — 1927 — С. А. Беліков
- 1922–1922 — Г. В. Шаблієвський
- 1922–1922 — Я. С. Гугель
- 1918 — 1918 — І. Д. Матюшин
- 1900 — 1916 — А. А. Нев
- 1896 — 1900 — Ю. Б. Герпеньї

## Головні інженери заводу
- 2017 — Д. А. Левченко
- 2014 — 2017 — П. Ю. Горожанін (головний інженер)
- 2003 — 2015 — В. В. Мульчін (технічний директор)
- 1997 — 2003 — М. І. Фартушний
- 1995 — 1997 — В. О. Шанілов
- 1986 — 1995 — С. В. Калібатовський
- 1981 — 1986 — О. Ф. Шулежко
- 1963 — 1981 — В. М. Коробецький
- 1963 — 1963 — О. І. Іванов
- 1943 — 1963 — О. О. Коньков
- 1939 — 1941 — А. О. Коньков
- 1936 — 1938 — О. П. Скородумов
- 1933 — 1936 — М. Г. Колесніков
- 1932 — 1933 — О. П. Скородумов
- 1930 — 1932 — Н. М. Тюбаєв
- 1927 — 1929 — Н. І. Таликов
- 1923 — 1926 — А. С. Точінський
- 1922–1922 — Г. К. Осецімський
- 1920–1922 — Є. Г. Крушель
- 1918 — 1920 — Тупе
- 1917—1918 — Г. К. Осецімський

## Відомі співробітники заводу
- Бондаренко Михайло Маркович (1905—1938) — радянський державний і партійний діяч. Працював різноробочим, електриком, помічником сталевара.
- Голубець Іван Карпович (1916—1942) — Герой Радянського Союзу (посмертно), старший матрос-прикордонник. Працював у листопрокатному цеху заводу.
- Купін Іван Володимирович (1914—1998) — Герой Радянського Союзу, генерал-майор артилерії. Працював нарізчиком труб у ТСЦ-1.
- Ломакін Василь Іванович (1920—1944) — Герой Радянського Союзу (посмертно), рядовий гвардії . Працював у листопрокатному цеху.
- Повєткін Петро Георгійович (1906—1970) — Герой Радянського Союзу, полковник гвардії. Працював у механічному цеху.
- Старовойт Федір Степанович — творець одного з перших проектів гелікоптера (1910). Працював у доменному цеху[24].
- Чубуков Семен Ісаакович (1907—1983) — Герой Радянського Союзу, майор гвардії. Працював газооператором в енергетичному цеху з 1959 по 1974 рік.
- Шевельов Марк Іванович (1904—1991) — Герой Радянського Союзу, полярний дослідник. З 1919 по 1921 рік працював робітником на ТМЗ.
- Шурухін Павло Іванович (1912—1956) — Герой Радянського Союзу, генерал-лейтенант. Працював у ТСЦ-1.

## Завод у кінематографі
- У 1979 році на Таганрозькому металургійному заводі знімалися епізоди художнього фільму «День весілля доведеться уточнити» (у головних ролях Євгенія Симонова, Борис Щербаков)[25].